# Thyridanthrax resculus
Thyridanthrax resculus är en tvåvingeart som beskrevs av Francois 1968. Thyridanthrax resculus ingår i släktet Thyridanthrax och familjen svävflugor. Inga underarter finns listade i Catalogue of Life.